# 11 Pułk Piechoty Obrony Krajowej
11 Pułk Piechoty Obrony Krajowej Jičín (niem. 11. Landwehrinfanterieregiment Jičín) – pułk piechoty cesarsko-królewskiej Obrony Krajowej.

## Historia pułku
Pułk został utworzony 1 maja 1889 roku.
Okręg uzupełnień Obrony Krajowej Jiczyn (cz. Jičín) na terytorium 9 Korpusu.
Kolory pułkowe: trawozielone (grasgrün), guziki srebrne z numerem „11”.
W lipcu 1914 roku skład narodowościowy pułku: 63% – Czesi, 36% – Niemcy.
W latach 1903–1914 pułk stacjonował Jiczynie, z wyjątkiem 3. batalionu, który załogował w Jaromierzu.
Pułk wchodził w skład 51 Brygady Piechoty Obrony Krajowej należącej do 26 Dywizji Piechoty Obrony Krajowej.
W czasie I wojny światowej pułk walczył z Rosjanami w 1914 i 1915 roku w Galicji. Żołnierze pułku są pochowani m.in. na cmentarzach: Cmentarz wojenny nr 167 – Ryglice, Cmentarz wojenny nr 71 – Łosie. W 1917 kilku żołnierzy pochowanych zostało na cmentarzu wojennym w Chełmie.
11 kwietnia 1917 oddział został przemianowany na Pułk Strzelców Nr 11 (niem. Schützenregiment Nr 11).

## Komendanci pułku
- płk Simeon Addobbati (1903 – 1906)
- płk Franciszek Aleksandrowicz (1906 – 1909)
- płk Moritz Jesser (1909 – 1913)
- płk Emil Stangl (1914[1])